# Otomys denti
Otomys denti је врста глодара из породице мишева (лат. Muridae). 

## Распрострањење
Врста је присутна у Бурундију, ДР Конгу, Замбији, Малавију, Руанди, Танзанији и Уганди.

## Станиште
Врста Otomys denti има станиште на копну.

## Угроженост
Ова врста није угрожена, и наведена је као последња брига јер има широко распрострањење.

### Популациони тренд
Популација ове врсте се смањује, судећи по расположивим подацима.